# سفن سيز انترتينمنت
سفن سيز انترتينمنت (بالإنجليزية: Seven Seas Entertainment)‏ هي شركة نشر أمريكية يقع مقرها الرئيسي في لوس أنجلوس، بولاية كاليفورنيا الأمريكية. وهذه الشركة مختصة في نشر المانغا اليابانية عن طريق ترجمتها للإنجليزية و ترخيصها ليتم نشرها بشكل قانوني و حصري في دول أمريكا الشمالية.

## رَوَابِط خَارِجِيَّةٍ
- الموقع الرسمي

1. 1 2  وصلة مرجع: https://sevenseasentertainment.com/about/. الوصول: 6 أبريل 2022.
2. 1 2 3  وصلة مرجع: https://www.linkedin.com/company/seven-seas-entertainment-llc. الوصول: 6 أبريل 2022.